# Renzo Burini
Renzo Burini (Palmanova, 1927. október 10. – 2019. október 25.) válogatott olasz labdarúgó, csatár, olimpikon.

## Pályafutása

### Klubcsapatban
1947 és 1953 között az AC Milan, 1953 és 1959 között a Lazio, 1959 és 1962 között a Cesena labdarúgója volt. A Milannal egy bajnoki címet, a Lazióval egy olaszkupa-győzelmet ért el.

### A válogatottban
1951 és 1955 között négy alkalommal szerepelt az olasz válogatottban és egy gólt szerzett. Részt vett az 1948-as londoni olimpián.

### Edzőként
1970–71-ben a Pro Patria vezetőedzője volt.

## Sikerei, díjai
AC Milan
- Olasz bajnokság
  - bajnok: 1950–51

 SS Lazio
- Olasz kupa
  - győztes: 1958